# تلمبة حبيب سيستاني (نغار بردسير)
تلمبة حبيب سيستاني (بالإنجليزية: Tolombeh-ye Habib Sistani)‏ هي مستوطنة تقع في إيران في كرمان. يقدر عدد سكانها بـ 10 نسمة .